# Пасош Летоније
Пасош Летоније је јавна путна исправа која се држављанину Летоније издаје за путовање и боравак у иностранству, као и за повратак у земљу.
За време боравка у иностранству, путна исправа служи њеном имаоцу за доказивање идентитета и држављанства Летоније. Пасош Летоније се издаје за неограничен број путовања. Летонија је држава потписница Шенгена, и према томе грађани Летоније могу да путују на територији Европске уније само са личном картом.

## Језици
Пасош је исписан летонским и енглеским језиком као и личне информације носиоца.

### Страница са идентификационим подацима
- Слика носиоца пасоша
- Тип („P“ за пасош)
- Код државе
- Серијски број пасоша
- Презиме и име носиоца пасоша
- Држављанство
- Датум рођења (ДД. ММ. ГГГГ)
- Пол (M за мушкарце или F за жене)
- Место рођења
- Датум издавања (ДД. ММ. ГГГГ)
- Потпис носиоца пасоша
- Датум истека (ДД. ММ. ГГГГ)
- Ауторитет